# Who's Laughing Now (Ava Max)
Who's Laughing Now è un singolo della cantante statunitense Ava Max, pubblicato il 30 luglio 2020 come sesto estratto dal primo album in studio Heaven & Hell.

## Pubblicazione
La cantante ha svelato titolo, cover e data di pubblicazione il 29 maggio 2020 sui suoi profili social. Inizialmente l'uscita del singolo era prevista per il 2 giugno 2020, tuttavia è stata poi rinviata al 25 giugno successivo, a causa dello sciopero dell'industria musicale negli Stati Uniti indetto per quella data, deciso in seguito alla morte di George Floyd e alle successive proteste razziali. Il 17 giugno la cantante ha ulteriormente rinviato la canzone, annunciando poi la data di pubblicazione definitiva il 27 luglio successivo.

## Video musicale
Il video musicale, diretto da Isaac Rentz, è stato reso disponibile attraverso il canale YouTube della cantante in contemporanea con l'uscita del singolo.

## Tracce
Testi e musiche di Amanda Ava Koci, Henry Walter, Madison Love, Måns Wredenberg, Noonie Bao e Linus Wiklund.
1. Who's Laughing Now – 2:59

## Formazione
- Ava Max – voce
- Cirkut – produzione
- Lotus IV – produzione
- Șerban Ghenea – missaggio
- John Hanes – assistenza al missaggio
- Chris Gehringer – mastering

## Classifiche

### Classifiche settimanali
| Classifica (2020-21) | Posizione massima |
| -------------------- | ----------------- |
| Austria              | 60                |
| Belgio (Fiandre)     | 8                 |
| Belgio (Vallonia)    | 4                 |
| Croazia              | 9                 |
| Estonia              | 38                |
| Finlandia            | 4                 |
| Francia              | 68                |
| Germania             | 65                |
| Islanda              | 6                 |
| Lituania             | 40                |
| Norvegia             | 8                 |
| Paesi Bassi          | 55                |
| Polonia              | 1                 |
| Regno Unito          | 93                |
| Repubblica Ceca      | 87                |
| Romania              | 74                |
| Slovacchia           | 61                |
| Slovenia             | 9                 |
| Svezia               | 63                |
| Svizzera             | 34                |
| Ucraina              | 63                |

### Classifiche di fine anno
| Classifica (2020) | Posizione |
| ----------------- | --------- |
| Islanda           | 67        |
| Polonia           | 64        |
| Svizzera          | 93        |
| Classifica (2021) | Posizione |
| Belgio (Fiandre)  | 87        |
| Croazia           | 66        |